# Духовий квінтет

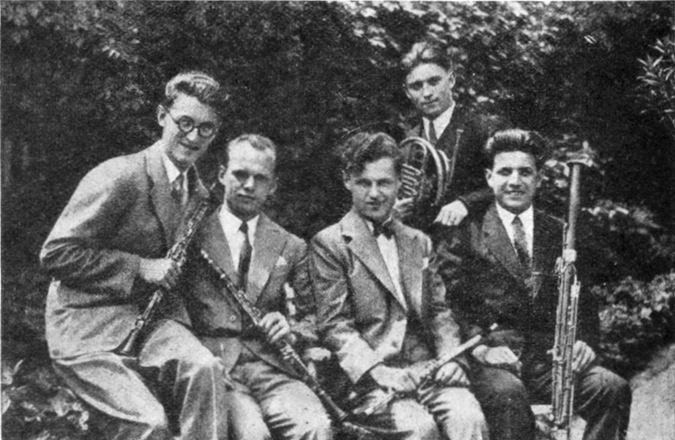
Празький духовий квінтет, 1931 рік

Духовий квінтет або квінтет дерев'яних духових (англ. wind quintet) — музичний ансамбль з п'яти виконавців, що грають на дерев'яних духових музичних інструментах, або твір для такого ансамблю.
До складу духового квінтету входять флейта, гобой, кларнет, валторна та фагот. Цей набір з п'яти духових інструментів став розповсюдженим приблизно 1800 року. Він став наслідком групи з восьми інструментів, поширених у віденському дворі наприкінці XVIII століття, що складалася з двох гобоїв, двох кларнетів, двох валторн та двох фаготів. Спочатку духові квінтети використовували деякі з принципів камерної музики, започаткованих в струнних квартетах Гайдна.
Першими музичні твори для духового квінтету писали Антоніо Розетті, Ніколаус Шмідт та Джузеппе Камбіні. Антонін Рейха написав 24 квінтети починаючи з 1811 року, а Франц Данці — 9 квінтетів з 1820 по 1824 року, зробивши усталеним сам жанр «духового квінтету».
Інтерес до духового квінтету відновився у 1920-ті роки завдяки роботам Пауля Гіндеміта, Карла Нільсена та Арнольда Шенберга. Також у XX столітті для духового квінтету писали такі композитори, як Жак Ібер, Флоран Шмітт, Жан Франсе, Даріус Мійо та багато інших.